# ضيعة ضايعة (مسلسل)
ضيعة ضايعة مسلسل سوري كوميدي ساخر بلهجة أهل الساحل السوري في اللاذقية، تجري أحداثه في ضيعة (قرية) بسيطة وفقيرة اسمها أم الطنافس الفوقا، جرى عرضه لأول مرة على قناة أبوظبي الفضائية عام 2008. وفي 2010 تم إنتاج موسم ثانٍ للمسلسل باعتبار أنه الأخير. وفي الموسم الثاني ظهر أبو شملة (المهرّب) من قرية التخريمة وقام بدوره الفنان محمد حداقي.
جرى تصوير حلقات المسلسل في المناطق الجبلية لقرية السمرا الواقعة بمنطقة كسب في محافظة اللاذقية السورية، ويشتمل على حلقات متكاملة لكن لكل حلقة قصتها المتميزة، ويصوّر المسلسل حياة البساطة والفطرة في العيش مع جمال التعايش بين الإنسان والطبيعة المحيطة به في سبيل التخلص من العبودية المطلقة للتقنية في عصر الرقميات والتكنولوجيا.
أهم ما يميز هذا العمل هو اللهجة المحكية فيه، حيث يتحدث الممثلون لهجة مشتقة من لهجة أهالي مدينة اللاذقية، ويستعملون فيه مفردات غاية في الطرافة والغرابة ولا زالت مستخدمةً في أرجاء المنطقة، حيث تتم ترجمة هذه المصطلحات إلى اللغة العربية الفصحى في المسلسل.
أغلب الممثلين في المسلسل من مدينة اللاذقية، والشخصيتان الأساسيتان في ضيعة ضايعة هما أسعد خشروف (نضال سيجري) وجوده أبو خميس (باسم ياخور) وهما جاران، أسعد الطيب والساذج يبقى عرضة باستمرار لمقالب جوده الحسود والمحتال الذي يسلبه نقوده من خلال المراهنات على أي شيء وكل شيء هنالك العديد من الشخصيات الأخرى الرمزية كعادل الفسّاد (عبد الناصر مرقبي) عضو الجمعية الفلاحية و«كتّيب» التقارير التي يرفعها للسلطة المحلية ويسمى (الفسّاد) في اللهجة المحكية، وهو مالك الجرّار الزراعي الوحيد في القرية، والشخصيات التي تمثّل السلطة كرئيس المخفر (قسم الشرطة) أبو نادر (جرجس جبارة) الذي رماه حظه العاثر في قرية وادعة، وهو يحلم أن تحدث جريمة قبل خروجه من الخدمة والمختار (زهير رمضان) الذي فقد قيمته كسلطة إقطاعية ولم يعد أحد بحاجة إليه. أما ديبة زوجة جودة (تولاي هارون) فهي تعاني من قلة احترام زوجها وضربه لها، وبديعة زوجة أسعد (آمال سعد الدين) فتحاول جاهدةً أن تجعل من زوجها رجلاً يقف أمام حيل جوده وسرقاته، وتشاهَدُ دائما في المسلسل وهي تفصفص بزر عين الشمس.

## نبذة
«ضيعة ضايعة»، يمتد جزؤه الأول إلى 27 حلقة وجزؤه الثاني إلى 30 حلقة، التأليف للدكتور ممدوح حمادة، وإخراج السوري الليث حجو صاحب سلسلة بقعة ضوء الشهيرة، والإنتاج لشركة «سامة».
تبدأ كافة حلقات المسلسل بالمقطع الصوتي التالي الذي قام بأدائه المذيع محمد سعيد:
وهو عملٌ كوميدي تقوم فكرته على وجود قرية اسمها أم الطنافس الفوقا في الزمن الحالي لكنها (نفذت) من التكنولوجيا العصرية.
إنها عبارة عن وجهة نظر ثانية بخصوص التكنولوجيا والاتصالات ومدى تأثيرها وبالتالي تأثير غيابهما عن مجموعة من الناس البسطاء كيف ستكون مشاكلهم التي هي باعتقادهم كبيرة، إلا أنها قد تبدو من وجهة نظر المشاهد صغيرة وبسيطة. والقصد بالطبع ليس السخرية من سذاجة هؤلاء بقدر ما هو سخرية من تبعات الحضارة السلبية وتعقيدات الحياة العصرية لأنه ورغم كافة سلبيات الشخصيات المقدمة إلا أنها نحاول الوصول بالمشاهد إلى النتيجة بأن هؤلاء الناس بكل سلبياتهم هم شخصيات إيجابية مقارنة مع الشخصيات التي يمكن ان نجدها بيننا اليوم.

## الممثلين
- باسم ياخور بدور جوده أبو خميس
- نضال سيجري بدور أسعد خشروف
- آمال سعد الدين بدور بديعة، زوجة أسعد خشروف
- تولاي هارون بدور ديبة، زوجة جوده أبو خميس
- فادي صبيح بدور سليم أخ بديعة
- جرجس جبارة بدور أبو نادر، رئيس مخفر أم الطنافس
- حسين عباس بدور حسان، شرطي في مخفر أم الطنافس
- زهير رمضان بدور عبد السلام البيسة، مختار أم الطنافس
- غادة بشور بدور نظمية، زوجة البيسة
- رواد عليو بدور عفاف، ابنة البيسة
- عبد الله شيخ خميس بدور صالح صاحب الدكان
- سوسن عطاف بدور زهرة زوجة صالح
- عبد الناصر مرقبي بدور عادل الفسّاد
- جمال العلي بدور المساعد محسن.
- محمد آل رشي بدور الطبيب في مستوصف أم الطنافس
- محمد حداقي بدور أبو شملة، من قرية تخريمة الفوقا، وهي شخصية كانت موجودة بالاسم فقط في الجزء الأول وظهرت في الجزء الثاني، ويتمثل دوره بمطلوب أمني يعمل بالتهريب.
- جورج باندو بدور عجاج الشخصية الملازمة للمساعد محسن والتي تتميز بالحزم والغضب في جميع الحلقات.

## ضيوف الضيعة
الجزء الأول
- الحلقة الرابعة «لا تمطّا» أندريه سكاف بدور المخرج، محمد خاوندي بدور الممثل.
- الحلقة التاسعة «كسرنا الدف» حسن اسرب بدور المرشح لانتخابات مجلس الشعب.
- الحلقة السادسة عشر «العاشق» محمد خير الجراح بدور العريس.
- الحلقة الثامنة عشر «الضيوف» عدنان أبو الشامات بدور الصحفي.
- الحلقة العشرين «س + هـ» نسرين طافش بدور هيام.
- الحلقة الثالثة والعشرين «الحظ» أحمد الزين بدور المستثمر.

الجزء الثاني
- الحلقة الخامسة عشر «عازف اليقطين» رافي وهبي بدور أستاذ الموسيقى الوافد إلى الضيعة.

## حلقات الجزء الأول
- الحلقة الأولى أم الطنافس: تعريف بشخصيات المسلسل وطبيعة العلاقة بينهم
- الحلقة الثانية الدكان: يقرر أسعد أن يقوم بفتح دكان في أم الطنافس فما هي ردة فعل جوده جاره العزيز؟
- الحلقة الثالثة جبصين: يتسبب أسعد بإصابة لجوده ويبدأ أسعد محاولات لمساعدة صديقه ولكن كما يقول بيت الشعر الشهير: «إذا أكرمت الكريم ملكته - وإذا أكرمت اللئيم تمردا»!
- الحلقة الرابعة لاتمطى: مخرج تلفزيوني يزور أم الطنافس لتصوير مسلسل وتعجبه شخصية أسعد فيقرر انه سيشاركهم التصوير ولكن جوده له بالمرصاد ويخطف الدور من اسعد فهل سيصبح نجماً لأم الطنافس أم لا؟
- الحلقة الخامسة الحمير: يقرر جوده وأسعد العمل بالتجارة، إلا أن هذا القرار لم يكن موفقاً جداً.
- الحلقة السادسة الأرض لمن يفلحها: يقرر أخو جوده الذي يعيش بالمدينة ان يبيع حصته من الأرض فما هي ردة فعل جوده على هذ القرار وماذا يحدث؟
- الحلقة السابعة البقرة: يشتري أسعد بقرة مدرارة الحليب ويغضب جوده لأن الحظ يحالف أسعد (مثلما يحدث دائماً) ويقوم جودة بالتخطيط للتخلص من البقرة.
- الحلقة الثامنة ليلة القبض الكبيرة: يتم القبض على كافة أهالي القرية ووضعهم في السجن دون معرفة السبب! ويحاول المساعد أدهم معرفة ملابسات التهم فهل نعلم سبب اعتقالهم؟
- الحلقة التاسعة بطلنا الدف: يقرر أحدهم من قرية مجاورة الترشح لانتخابات مجلس الشعب واستمالة أهالي أم الطنافس من خلال جوده وأسعد أملاً في حصوله على مزيد من الأصوات.
- الحلقة العاشرة جريمة: يختفي عادل الفسّاد ويجد جوده وأسعد جراره الزراعي متروكاً على جانب الطريق لتبدأ محاولات البحث عنه
- الحلقة الحادية عشرة كلاوي: يصيب أسعد ألم في ظهره ليتضح فيما بعد أن لديه كلوة إضافية! مما يثير بالطبع غيظ جوده أبو خميس
- الحلقة الثانية عشرة عربي ثقيل: يحاول أسعد أن يميز الحدود بين أرضه وأرض جوده ولكن تحدث مفاجئة مع الجارين العزيزين فهل تكون نتائجها ايجابية عليهم أو سلبية يا ترى؟
- الحلقة الثالثة عشرة العريس: يقرر المختار أخيراً القبول بتزويج ابنته لسليم، فهل يحدث ذلك حقاً؟
- الحلقة الرابعة عشرة صيدة خربان بيت: أسعد وجوده يجدون لغم بحري أثناء صيدهم السمك فماذا سيفعلون به؟
- الحلقة الخامسة عشرة عطس: ينتشر خبر وباء قاتل في أم الطنافس فما هي الاجراءات التي يقومون بها لمكافحته؟
- الحلقة السادسة عشرة العاشق: يحاول جوده وأسعد مساعدة المغرم سليم لمنع حدث خطير قد يبعده عن عفاف إلى الأبد فماذا يحدث لهما نتيجة هذه الخدمة؟
- الحلقة السابعة عشرة واسطة: ينشأ خلاف بين المختار والمساعد أدهم والقرية تنقسم بينهم بين مؤيد ومعارض فهل ينصلح الامر ام تبقى الخلافات قائمة؟
- الحلقة الثامنة عشرة ضيوف: يصادف أسعد مجموعة من السياح الأجانب على شاطئ البحر، فكيف سيتصرف معهم؟
- الحلقة التاسعة عشرة  يأس: يقرر المحقق أدهم ان يستقيل من عمله فما هي أسباب هذا القرار وما هي مخططات أسعد وجوده لحمله على تغيير رأيه؟
- الحلقة العشرون س + هـ =: فتاة جذابة تزور أم الطنافس الفوقا كي تبحث عن قبر جدها وفهل سيميل قلب سليم لها أم يبقى وفياً لعفاف؟
- الحلقة الواحدة والعشرون الفرارية: يتحول أسعد وجوده فجأة إلى خارجين عن القانون بسبب ممازحة من حسان الشرطي
- الحلقة الثانية والعشرون البطل: يصبح أسعد بطل أم الطنافس الفوقا بعد قيامه بالتغلب على ضبع شرس، ولكن أين جوده من كل هذا؟
- الحلقة الثالثة والعشرون الحظ: يأتي مستثمر إلى القرية لشراء الأرضي والقيام باعمال تنمية للقرية لتبدأ الخلافات بين الأهل فماذا يحدث؟
- الحلقة الرابعة والعشرون خلاف: نساء القرية تتركن أزواجهن بسبب ظلمهم الجائر، وتتحالفن مع بعضهن ضدهم فما هو السبب وما هي نتائج هذا الحدث؟
- الحلقة الخامسة والعشرون إنزال: يأتي أمر مفاجئ بإخلاء شاطئ أم الطنافس الفوقا ولكن يحدث لغط فما الذي حدث بالضبط؟
- الحلقة السادسة والعشرون الختم: يضيع ختم المخترة الخاص بعبد السلام البيسة وتبدأ سلسلة الاتهامات والبحث عنه في أرجاء القرية
- الحلقة السابعة والعشرون  الفراق صعب: يقرر جوده السفر خارج البلاد وتبدأ التحضيرات لوداعه فهل سيقوم فعلاً بذلك؟

## حلقات الجزء الثاني
- الحلقة الأولى استراتيجيات فاشلة: في هذه الحلقة الافتتاحية للجزء الثاني نرى أسعد ينتقل من منزله بدون علم جاره «جوده» هرباً منه بسبب نفاد صبره من أفعال جوده الشائنة تجاهه فينطلق جوده باحثاً عن صديقه ويجده في آخر المطاف وينتقل هو الآخر ضمن أحداث مشوقة
- الحلقة الثانية تملق: يتلقى المساعد أدهم «أبو نادر» اتصالاً هاتفياً من الجهات العليا وتأتيه الأوامر بالقبض على أي شخص لا يبدي رأيه ويتملق «السلك» مثل أبو نادر وحسان حيث نرى جواً فكاهياً جميلاً ضمن الحلقة
- الحلقة الثالثة اللبطة القوية: يعتزم أحد أهالي الضيعة الزواج فيرسل دعوات لحضور عرسه لجميع أهالي الضيعة ما عدا أسعد الذي يأخذ على خاطره لاحقاً ويقرر الصعود إلى الجبل ليعيش مع «الوحوش الضارياطي» على حد قوله بدلاً من العيش مع البشر فما الذي سيحصل؟ ومن سيراضيه؟ سنرى
- الحلقة الرابعة التهمة سردين: تنتشر مناشير في الضيعة ويبدأ التحقيق بإدارة أبو نادر ضمن أحداث مشوقة ستتابعونها تباعاً..
- الحلقة الخامسة صيت فقر ولا صيت غني: تنتشر استئناءات ورقية للحصول على مازوت مجاني للفقراء فيهرع أهل الضيعة إلى المختار للحصول على ورقة فقر حال فيأخذونها ولكن ترسل الحكومة شخصاً مع الطبيب للتأكد ممن يستحق المازوت أو لا يستحقه ضمن جو كوميدي رائع
- الحلقة السادسة في الليلة الظلماء يفتقد البدر: غضب شديد من قبل أهل الضيعة للفساد عادل فيقرر عادل ترك الضيعة، فيبدأ المساعد أبو نادر بالبحث عن فساد غيره من أهل الضيعة فكيف يتأقلم أهل الضيعة مع الوضع الجديد؟
- الحلقة السابعة الدخيل: يختبئ المهرب أبو شملة في الضيعة هرباً من الحكومة فيدخل في قن الدجاج الذي يملكه أسعد ويطلب من جوده وأسعد عدة طلبات ليفعلوها فما هي ؟؟ وهل سيوافقون عليها؟؟
- الحلقة الثامنة سقوط أم الطنافس: يقع الاختيار على ضيعة أم الطنافس من أجل بناء سد والذي بسببه ستغرق الضيعة بأكملها وتبدأ إنذارات الإخلاء بالهطول تباعاً على رؤوس أهل الضيعة فما الحل ؟؟ وما الذي سيفعلونه
- الحلقة التاسعة غلطان بالنمرة: تبدأ الحلقة بوصول جوده إلى منزله والغضب يملأ وجهه بسبب نصب أحد باعة اليانصيب عليه وتوريطه بشراء ورقة يخشى جوده أن تكون فيبدأ باستمالة صاحبه أسعد لشرائها فيقول له أنها ستربح المليون وهكذا .. ما الذي سيحصل يا ترى ؟؟
- الحلقة العاشرة يوم لك ويوم عليك: يكون أسعد منشغلاً بصيد السمك وإذا به يرى طفلاً قد غرق وطاف على ضفاف البحر فيهرع لمساعدته فيتضح بعد ذلك أن الولد هو ابن مسؤول مهم والذي بدوره يقول لأسعد أنه أخاه والذي سيتطلبه سيتم تلبيته فيغضب جوده من ذلك غضباً عرماً.. شاهدوا الأحداث المشوقة
- الحلقة الحادية عشر حاجز طيار: يسرق جوده من أسعد كيس «الشمينتو» الذي اشتراه لحاجة ما فيهرع أسعد إلى المخفر الذي يستحقره ويصرفه فيرى أسعد الثياب المعلقة لكل من أبو نادر وحسان فيقرر سرقتها انتقاماً ... ما الذي سيحدث ؟؟ لنرى !
- الحلقة الثانية عشر المنارة: بسبب عدم وجود منارة في الضيعة فإن العديد من أهالي الضيعة يموتون غرقاً حين يخرجون للصيد ليلاً لعدم معرفتهم طريق العودة فيقرر أسعد أن يطالب الجهات العليا بأن تبني منارة في الضيعة .. فهل سيردون عليه أم لا ؟؟
- الحلقة الثالثة عشر خرز أزرق: يصيب عادل حادث وهو يقود «التركتور» فيطلب الهمالالي المساعد محسن ويقول له أن أسعد يصيب بالعين حيث أنه وللمرة الثانية أصاب تركتوره بالأذى وهو موجود على نفس الطريق الذي يعبره عادل بتركتوره فهل يصدقه المساعد محسن وأهل الضيعة ؟؟ تابعو الأحداث الرائعة ضمن هذه الحلقة الجميلة
- الحلقة الرابعة عشر ليس لدى جودة من يراسله: تأتي رسالة لأسعد من عمه المغترب في فنزويلا فيضطرب جوده بسبب الغيرة كالعادة فماذا يفعل ؟؟ شاهدوا هذه الحلقة بما تحمله من كوميديا وفكاهة مميزة .
- الحلقة الخامسة عشر عازف اليقطين: يوفد إلى الضيعة أستاذ موسيقى فلا يجد مدرسة ولا حتى أطفال كثر لتدريسهم الموسيقى فيقنعه سلنغو بضرورة بقائه وتعليم أهل الضيعة الموسيقى فما الذي سيحدث ؟؟ لنرى
- الحلقة السادسة عشر وفد نسائي: تأتي مكالمة هاتفية لأبو نادر من الجهات العليا التي تبلغه بضرورة اختيار مجموعة من نساء الضيعة لحضور فعاليات إحدى المهرجانات في العاصمة .. فمن النساء اللاتي سيتم اختيارهن ؟؟
- الحلقة السابعة عشر قضايا معلقة: تحدث اشتباكات بين جماعة أبو شملة والحكومة وتشتد شيئاً فشيئاً .. الأحداث الأخرى مشوقة للغاية ..تابعوها
- الحلقة الثامنة عشر الولد غالي: تتألم بديعة زوجة في منطقة البطن فيهرع أسعد لأخذ النصيحة فيذهب إلى صالح الذي قد نفد من عنده دواء تهدئة الألم فتقترح زهرة زوجة صالح على أسعد أن يذهب إلى بيت المختار ويطلب منه عدة حبات دواء فتسأله زوجة المختار عن السبب فيقول لها السبب فتهنئه بأن زوجته حامل ...حلقة تحمل في ثناياها العديد من المشاهد الكوميديا الرائعة والتي اعتدناها..
- الحلقة التاسعة عشر سر المهنة: يقاطع أسعد جوده ويبزق عليه كلما يراه فيزيد الله رزقه شيئاً فشيئاً ويتعجب جوده من الأشياء التي أصبح أسعد بمقدوره أن يشتريها .. ما الذي سيحدث ؟؟ وهل سينجح جوده بإعادة صلة الصداقة مع أسعد ؟؟ لنرى
- الحلقة العشرون يا بحر يابو اليتامى: تبدأ الحلقة ليلاً على ضفاف البحر مع أبو شملة الذي بدأ بتهريب الناس عبر قوارب إلى «بلاد الإكريك» أي اليونان عبر البحر فيأخذ جوده وأسعد معه باستخدام قاربهما لأنه احتاجه ويدفع لهم عمولتهم فيفكروا في فتح خط تهريب عبر البحر وحدهم .. فهل سينجحون ؟؟
- الحلقة الواحدة والعشرون الفساد: يفقد المساعد محسن اللاسلكي خاصته ويلتقطه جوده وأسعد وتبدأ عملية معرفة من السارق ضمن كوميديا رائعة طيلة أحداث الحلقة ..
- الحلقة الثانية والعشرون الجثة: يخرج المختار عن طوره بسبب أفعال سليم وخروجه مع ابنته عفوفة دائماً فيقرر إرسالها إلى أخيها في العاصمة ليرتاح باله فترة من الزمن فيظن سلنغو «سليم» أن المختار قد قتلها فيجن وتبدأ الأحداث بعد معرفة المخفر وأهل الضيعة بالشائعة .. أحداث مشوقة ترونها ضمن هذه الحلقة .
- الحلقة الثالثة والعشرون ظواهر مدهشة: تكتئب الضيعة بأكملها فلا وجود لأي ضحك أو فكاهة بين بعضهم فقط الخمول هو الدارج بينهم فماذا سيفعل «السلك» حيال هذا الأمر ؟؟ لنشاهد ..
- الحلقة الرابعة والعشرون جزر الكنار: تصل رسالة لديبة زوجة جوده من خالتها في جزر الكنار تعلمها بها أنها سلمت كل أملاكها لها فلا يطلع جوده زوجته على هذه الرسالة .. إذاً ما الذي سيفعله ؟؟ لنرى
- الحلقة الخامسة والعشرون أم الطنافس التحتا: يأتي خبير تنقيب إلى الضيعة فيخبرهم أن هنالك ضيعة تدعى أم الطنافس التحتا في أسفل ضيعتهم فيتوافد الخبراء الروس للتنقيب عن الآثار القديمة ضمن أحداث مشوقة ورائعة .
- الحلقة السادسة والعشرون إلى مالطا: تصل إفسادية إلى المساعد محسن حول أمر خطير عن جوده فيلقي القبض عليه فيقول له «والله لخلي جعيرك يوصل لمالطا» فيبدو أن الأمر خطير للغاية فهو في العادة يقول لقبرص أما مالطا فهي بعيدة .. ما السبب ؟؟ لنرى
- الحلقة السابعة والعشرون عن طريق التسلسل: تكثر مطالب الضيعة ولا يستجيب مدير الناحية فيقررون إرسالها عبر سليم إلى الجهات العليا مباشرة فيثقلون في الكلام ... فما الذي سيحدث ؟؟ لنرى
- الحلقة الثامنة والعشرون الوسام وطنجرة البخار: يعد المساعد محسن المساعد أدهم بأن يقدم له عن قريب وسام ويهديه طنجرة بخار فيفقد أبو نادر سلاحه ويخاف أن يكتشف المساعد محسن ذلك .. تتوالى الأحداث المشوقة التي ستشاهدونها تباعاً في هذه الحلقة
- الحلقة التاسعة والعشرون زمور الخطر: جاءت الإخباريات بأن العدو سيهاجم البلاد فيبدأ أبو نادر بتوعية أهل الضيعة وإخبارهم بالأشياء الواجب عملها والزمور الذي تم تركيبه مخصص لحالات الطوارئ عند هجوم العدو .. فما الذي سيحدث ؟؟ أحداث مضحكة تشاهدونها في هذه الحلقة ..
- الحلقة الثلاثون لم تعد كذلك: يقوم أبو شملة وجماعته بدفن مواد كيماوية في بئر على شكل علب دهان فيكون جوده وأسعد مراقبين لأعمالهم وعندما يذهبون يخرجون عدة علب ظناً منهم أنها علب دهان فيوزعونها على أهل الضيعة الذين يصابون بالمرض لاحقاً وتتوالى الأعراض ويتوافد البشر إلى المستوصف حيث يشارفون على الموت .. أحداث حزينة تختم الجزئين الذين سيظلان خالدين في أذهان المشاهدين العرب ..

## الفريق الفني
- تاليف وسيناريو وحوار: ممدوح حمادة
- مدير إضاءة وتصوير: عبد الناصر شحادة
- مشرف إضاءة: إياد يونس
- تصوير: محمد عبادي – راكان حمود
- مشرف الصوت: أحمد الفياض
- تصميم الملابس: حكمت داوود
- مساعد الديكور والاكسسوار: مازن عوده
- الديكور والاكسسوار: داوود حسن
- المكياج ردينة تابت السويدلني
- مشرفو الإنتاج: باسم الخولي – فراس حربه – أشرف البيك
- الموسيقى: طاهر مامللي
- غناء الشارة: علي الديك
- المكساج: مامر أباظة
- غرافيك: وليم عنيني
- الإدارة المالية: عادل مارديني
- المونتاج: حسام الرنتيسي
- مخرج منفذ: محمد غياث الجاجة
- إنتاج سامه للإنتاج الفني
- منتج منفذ: أديب خير
- إخراج: الليث حجو

## الجزء الثالث
استبعد كاتب المسلسل ممدوح حمادة بشكل كامل إمكانية إنتاج جزء ثالث، لكنه أشار إلى إلى أنه بصدد إنتاج عمل جديد “يتقاطع مع ضيعة ضايعة في بعض النواحي ولكنه ليس مشابهاً له بالتأكيد”.

## معلومات إضافية
في مقابلة مع الممثل حسين عباس ذكر أن الاسم الأصلي للمسلسل كان «جار الرضا» وتم تغيير الاسم إلى ضيعة ضايعة أثناء التصوير بعد الانتهاء من تصوير سبع حلقات.

### المفردات والمصطلحات الغريبة
ورد العديد من الألفاظ والمصطلحات المحكية التي تختص بها منطقة اللاذقية دون غيرها مراراً ضمن المسلسل، ولتسهيل الأمر على المشاهدين لكون هذه المفردات غريبة وصعبة الفهم أحياناً، تمت ترجمتها ضمن المسلسل إلى معانيها في اللغة العربية الفصحى، يمكن العثور على قائمة بهذه الكلمات والمصطلحات في صفحة اللهجة الساحلية.